# Ovni in mamuti
Ovni in mamuti je slovenski dramski film iz leta 1986 v režiji in po scenariju Filipa Robarja Dorina po scenariju. Film sestavljajo tri o težavah priseljenih delavcev iz nekdanjih jugoslovanskih republik. Film je prejel glavno nagrado Grand Prix na Mednarodnem filmskem festivalu Mannheim-Heidelberg in bil nominiran za zlatega huga za najboljši film na Mednarodnem filmskem festivalu v Chichagu.

## Igralci
- Slavko Štimac
- Božidar Bunjevac
- Marko Derganc
- Blaž Ogorevc
- Zlatko Zajc
- Ranko Gučevac
- Simona Veis
- Berta Bojetu
- Milan Joveš
- Zlatka Strniša
- Vitold Flaker
- Franci Slak
- Premil Stojanovič
- Avdijaj Halit
- Boštjan Žitko
- Mateja Gerčar
- Vitomir Kolšek
- Igor Koršič
- Nikolaj Erjavec